# Вантаж 300 (фільм)
«Вантаж 300» (рос. «Груз 300») — радянський художній фільм 1989 року про  війну в Афганістані, знятий на Свердловській кіностудії режисером  Георгієм Кузнецовим.
Фільм названо за неофіційним військовим терміном, що означає пораненого солдата, — «вантаж 300». У зйомках задіяно багато бойової техніки 1980-х років, знімалися військовослужбовці Середньоазійського і  Туркестанського військових округів, ветеран Афганської війни Євген Бунтов, також студенти з Республіки Афганістан, що навчалися в Душанбе.

## Сюжет
Від кордону в сторону Кабула по гірській дорозі рухається велика колона радянської військової техніки. Шлях колони лежить через єдиний в цих краях розбірний міст. Про це чудово обізнані афганські воїни, і під керівництвом американського інструктора вони готують операцію по захопленню моста і знищенню заблокованої в цьому випадку радянської техніки. Афганцям допомагають іноземні фахівці і кореспондент великого західного видання. Репортер повинен надати редакції сенсаційний матеріал про розгром радянських військ…
В цей час, радянська геологічна експедиція, що знаходиться в горах, піддається інсценованому нічному нападу моджахедів. Група геологів вирішує виїхати в Кабул з військовою колоною, але моджахеди і найманці збираються захопити їхні машини як транспорт і під їхнім прикриттям захопити міст…

## У ролях
| Актор                 | Роль                                |
| --------------------- | ----------------------------------- |
| Ромуалдс Анцанс       | Купер іноземний журналіст-диверсант |
| Олександр Данильченко |                                     |
| Олександр Ческідов    | Толян                               |
| Євген Бунтов          | старший-сержант Анатолій Чебаков    |
| Віктор Соловйов       | Волентин                            |
| Петро Ващик           |                                     |
| Насир Софіт           |                                     |
| Анвар Тураєв          |                                     |
| Сергій Іванов         | епізод                              |

## Знімальна група
- Режисер — Георгій Кузнецов
- Автор сценарію — Євген Мєсяцев
- Оператор — Геннадій Трубников, Віктор Баранов
- Композитор — Володимир Лебедєв
- Монтаж — Раїса Стукова